# Terence Morris
Pour les articles homonymes, voir Morris.
Terence Morris, né le 11 janvier 1979 à Frederick (Maryland), aux États-Unis, est un joueur américain de basket-ball. Il évolue au poste d'ailier fort. Il prend sa retraite à l'issue de la saison 2010-2011.

## Records sur une rencontre en NBA
Les records personnels de Terence Morris en NBA sont les suivants, :
| Type de statistique        | Saison régulière | Saison régulière          | Saison régulière |
| Type de statistique        | Record           | Adversaire                | Date             |
| -------------------------- | ---------------- | ------------------------- | ---------------- |
| Points                     | 17               | Grizzlies de Memphis      | 15 avril 2003    |
| Paniers marqués            | 8                | Grizzlies de Memphis      | 15 avril 2003    |
| Paniers tentés             | 13               | Kings de Sacramento       | 2 février 2003   |
| Paniers à 3 points réussis | 2                | 5 fois                    | 5 fois           |
| Paniers à 3 points tentés  | 7                | Mavericks de Dallas       | 22 janvier 2002  |
| Lancers francs réussis     | 3                | Jazz de l'Utah            | 4 février 2002   |
| Lancers francs tentés      | 4                | 2 fois                    | 2 fois           |
| Rebonds offensifs          | 5                | 3 fois                    | 3 fois           |
| Rebonds défensifs          | 8                | Jazz de l'Utah            | 10 mars 2002     |
| Rebonds totaux             | 10               | 4 fois                    | 4 fois           |
| Passes décisives           | 5                | Trail Blazers de Portland | 18 décembre 2001 |
| Interceptions              | 2                | 4 fois                    | 4 fois           |
| Contres                    | 3                | 2 fois                    | 2 fois           |
| Balles perdues             | 3                | 9 fois                    | 9 fois           |
| Minutes jouées             | 40               | 2 fois                    | 2 fois           |

- Double-double : 3
- Triple-double : 0